# Vicente Villanueva (cineasta)
Vicente Villanueva (Valencia, 1970) es un director y guionista de cine con una amplia trayectoria en la realización de cortometrajes.
Cursó sus estudios de Dirección en el Instituto del Cine de Madrid.

## Largometrajes

### Largometrajes realizados
- Lo contrario al amor (2011)
- Nacida para ganar (2016)
- Toc Toc (2017)
- Sevillanas de Brooklyn (2021)
- El juego de las llaves (2022)
- La ternura (2023)

### Cortometrajes realizados
- Meeting with Sarah Jessica (2013)
- La rubia de Pinos Puente (2009)
- Heterosexuales y casados (2008)
- Mariquita con perro (2007)
- Eres (2006)
- El futuro está en el porno (2005)
- Reina y mendiga (2004)
- Las últimas horas (2003)

## Televisión

### Series
- Señoras del (h)AMPA (2019-2021) emitida en Telecinco y Amazon Prime Video.
- Supernormal (2022) emitida en Movistar Plus+.

## Premios
- Lobo al mejor guion por "El Futuro está en el porno" en el Festival Internacional de cortometrajes La Boca del Lobo 2005.
- Lobo al mejor guion por "Mariquita con perro" en el Festival Internacional de cortometrajes La Boca del Lobo 2007.
- Segundo premio por "Heterosexuales y casados" ciudad de Alcalá, Alcine 38. festival de cine de Alcalá de Henares/comunidad de Madrid 2008.
- Premio especial del jurado al mejor corto por Heterosexuales y casados" en la 21 Semana de Medina del Campo 2008.